# Sailfish OS
Sailfish OS is een Linux-gebaseerd besturingssysteem en wordt ontwikkeld door Jolla. Het moet in gebruik genomen worden door smartphones van Jolla en andere bedrijven. Sailfish is vooral gericht op smartphones, maar kan ook gebruikt worden door andere apparaten zoals tablets.

## Geschiedenis en ontwikkeling
Sailfish OS is ontstaan als een voortzetting van het het MeeGo operating system zoals dat door Nokia en Intel is ontwikkeld. Vanuit Meego ontstond snel na het ontstaan een opensourcecommunityversie Mer. Na het stoppen van de ontwikkeling van MeeGo door Nokia, is de ontwikkelgroep die zich bij Nokia bezighield met MeeGo overgestapt naar start-up Jolla en heeft deze groep het Mer-project opgepakt en voortgezet in het Sailfish OS.
Sailfish OS bestaat feitelijk uit de Mer-project core en een eigen grafische gebruikersinterface in de vorm van Silica. Silica is geen open source project.
De eerste Jolla smartphone was voorzien van een niet volwassen versie van Sailfish. Deze versie was bij het uitkomen in november 2013 nog onvoldoende stabiel. Sindsdien zijn er elke 8 weken nieuwe releases verschenen.
De huidige versie is versie 4.4.0. Vanaf versie 2 is het OS geschikt voor meerdere platformen. Versie 1.0 draaide uitsluitend op ARM, Sailfish 2 ook op Intel Atom.
Vanaf versie 1.0.0.38 bood Jolla een 'early access'-optie, waarbij ervaren gebruikers de laatste release-kandidaat konden installeren, vooruitlopend op de definitieve uitrol.

### Versiegeschiedenis
Sailfish OS hanteert een naamgevingsconventie bestaande uit versienummer, update nummer en versienaam. Elke Sailfish OS versie is genoemd naar een Fins meer.
| Software versie             | Publicatiedatum   | Naam                                                              |
| --------------------------- | ----------------- | ----------------------------------------------------------------- |
| v1.0.0.5 (Initiële uitgave) | 27 november 2013  | Kaajanlampi                                                       |
| v1.0.1.10                   | 9 december 2013   | Update 1, Laadunjärvi                                             |
| v1.0.1.12                   | 16 december 2013  | Update 1, Laadunjärvi                                             |
| v1.0.2.5                    | 27 december 2013  | Update 2, Maadajävri [sic]                                        |
| v1.0.3.8                    | 31 januari 2014   | Update 3, Naamankajärvi                                           |
| v1.0.4.20                   | 17 maart 2014     | Update 4, Ohijärvi                                                |
| v1.0.5.16                   | 11 april 2014     | Update 5, Paarlampi                                               |
| v1.0.5.19                   | 24 april 2014     | Update 5, Paarlampi                                               |
| v1.0.6.x                    | N/A               | Update 6 is samengevoegd in Update7                               |
| v1.0.7.16                   | 9 juni 2014       | Update 7, Saapunki                                                |
| v1.0.8.19                   | 14 juli 2014      | Update 8, Tahkalampi                                              |
| v1.0.8.21                   | 6 oktober 2014    | Update 8, Tahkalampi                                              |
| v1.1.0.38 (Opt-in update)   | 23 oktober 2014   | Update 9, Uitukka                                                 |
| v1.1.0.39 (Opt-in update)   | 24 oktober 2014   | Update 9, Uitukka                                                 |
| v1.1.1.26                   | 18 december 2014  | Update 10, Vaarainjärvi                                           |
| v1.1.1.27                   | 19 december 2014  | Update 10, Vaarainjärvi                                           |
| v1.1.2.15                   | 19 februari 2015  | Update 11, Yliaavanlampi                                          |
| v1.1.2.16                   | 25 februari 2015  | Update 11, Yliaavanlampi                                          |
| v1.1.3.x                    | n.v.t.            | Update 12 is samengevoegd met Update 13                           |
| v1.1.4.28                   | 15 april 2015     | Update 13, Äijänpäivänjärvi                                       |
| v1.1.4.29                   | 4 mei 2015        | Update 13, Äijänpäivänjärvi                                       |
| v1.1.5.x                    | n.v.t.            | Update 14, vervallen tijdens Release Candidate fase               |
| v1.1.6.27                   | 8 juni 2015       | Update 15, Aaslakkajärvi                                          |
| v1.1.7.24                   | 15 juli 2015      | Update 16, Björnträsket                                           |
| v1.1.7.28                   | 31 augustus 2015  | Update 16, Björnträsket                                           |
| v1.1.9.28                   | 24 september 2015 | Update 17, Eineheminlampi                                         |
| v1.1.9.30                   | 22 oktober 2015   | Update 17, Eineheminlampi                                         |
| v2.0.0.10                   | 3 november 2015   | Update 18, Saimaa                                                 |
| v2.0.0                      | 19 oktober 2015   | Saimaa ("Update 18")                                              |
| v2.0.1                      | 12 januari 2016   | Taalojärvi ("Update 19")                                          |
| v2.0.2                      | 13 mei 2016       | Aurajoki ("Update 20")                                            |
| v2.0.3                      | 6 juli 2016       | Espoonjoki ("Update 21"), update uitsluitend voor de Turing Phone |
| v2.0.4                      | 4 november 2016   | Fiskarsinjoki ("Update 22")                                       |
| v2.0.5                      | 14 december 2016  | Haapajoki ("Update 23")                                           |
| v2.1.0                      | 3 februari 2017   | Iijoki ("Update 24")                                              |
| v2.1.1                      | 15 mei 2017       | Jämsänjoki                                                        |
| v2.1.2                      | 20 september 2017 | Kiiminkijoki                                                      |
| v2.1.3                      | 6 oktober 2017    | Kymijoki                                                          |
| v2.1.4                      | 12 februari 2018  | Lapuanjoki                                                        |
| v2.2.0                      | 30 mei 2018       | Mouhijoki                                                         |
| v2.2.1                      | 31 augustus 2018  | Nurmonjoki                                                        |
| v3.0.0                      | 29 oktober 2018   | Lemmenjoki                                                        |
| v3.0.1                      | 2 januari 2019    | Sipoonkorpi                                                       |
| v3.0.2                      | 13 maart 2019     | Oulanka                                                           |
| v3.0.3                      | 23 april 2019     | Hossa                                                             |
| v3.1.0                      | 15 juli 2019      | Seitseminen                                                       |
| v3.2.0                      | 24 oktober 2019   | Torronsuo                                                         |
| v3.2.1                      | 5 december 2019   | Nuuksio                                                           |
| v3.3.0                      | 1 april 2020      | Rokua                                                             |
| v3.4.0                      | 22 september 2020 | Pallas-Yllästunturi (de final-release voor de Jolla-smartphone)   |
| v4.0.1                      | 3 februari 2021   | Koli                                                              |
| v4.1.0                      | 10 mei 2021       | Kvarken                                                           |
| v4.2.0                      | 25 augustus 2021  | Verla                                                             |
| v4.3.0                      | 28 oktober 2021   | Suomenlinna                                                       |
| v4.4.0                      | 15 maart 2022     | Vanha Rauma                                                       |
| v4.5.0                      | 9 februari 2023   | Struven Ketju                                                     |
| v4.6.0                      | 20 mei 2024       | Sauna                                                             |
| v5.0.0                      | 24 februari 2025  | Tampella                                                          |

Voor lezers die het Fins niet machtig zijn kan het lastig zijn om de Finse woorden te onthouden. Nota bene: de namen starten in de alfabetische volgorde van het Finse alfabet. R, Å, en Ö zijn overgeslagen bij updates 6, 12, en 14.

## Sailfish op andere apparaten

### Licenties
Aanvankelijk leverde alleen Jolla zelf smartphones en tablets met Sailfish. Vervolgens werd er een licentieovereenkomst gesloten met het Indiase Intex. Vanaf 2018 is Sailfish OS ook in specifieke versies verkrijgbaar, speciaal bedoeld voor een selectie van Sony-smartphones
 van het Open Devices Project.

### Porteren
De Sailfish-community is actief met het porteren van Sailfish op allerhande andere apparaten. Sailfish draait inmiddels succesvol op onder andere de Nexus 4 en 5. Meer informatie op de Mer-project site.

## Functies
- De standaard functionaliteit voor smartphones is mogelijk met de native Sailfish apps, gratis te downloaden in de Jolla appstore
- Ondersteuning voor Android-apps: Alien Dalvik geeft support voor Android 10 (oudere smartphones Android 4)